# 사망선
사망선(line of death)은 바둑에서 '살기가 어려운 곳'으로, 제1선을 뜻하는 용어다. 끝내기와 사활에서 자주 활용된다.